# Station Clonmel
Station Clonmel is een spoorwegstation in Clonmel in het Ierse graafschap Tipperary. Het station ligt aan de lijn Rosslare - Limerick. Er vertrekken op werkdagen dagelijks twee treinen in de richting van Limerick en twee in de richting Waterford. Zondags rijden er geen treinen.